# Singer Song Writer (沢田聖子のアルバム)
『Singer Song Writer 』（シンガーソングライター）は、沢田聖子が2013年5月26日からリリースしたセルフカバー・アルバム・シリーズである。
同タイトルで『GREEN』『BLUE』『RED PURPLE』の３枚をリリースした。

## 解説
1979年のデビューから発売されたアルバムとシングルの中で、自身で作詞・作曲した楽曲をセレクトし、全曲を林有三による新たなアレンジでセルフカバーとして再録音したアルバム。
デビューから30数年経ち、10代半ばに作った楽曲と再び向き合い、今の沢田自身がどのように表現出来るか興味がわき、チャレンジしたとされるセルフカバーアルバム。毎年開催している誕生月のバースデー・リクエスト・ライブにおいて、ファンからのリクエストに応える中、今ファンが聴きたい楽曲を肌で感じたことが、このシリーズを手掛けるきっかけとなった。

## Singer Song Writer 〜GREEN〜
- 2013年5月26日発売

|    | タイトル           | オリジナル盤収録元                 | オリジナル盤発売日 |
| 1  | さよならも言わずに | アルバム「坂道の少女」             | 1980年4月25日      |
| 2  | はにかんで私       | アルバム「坂道の少女」             | 1980年4月25日      |
| 3  | みどりの頃         | アルバム「坂道の少女」             | 1980年4月25日      |
| 4  | 春の娘             | アルバム「坂道の少女」             | 1980年4月25日      |
| 5  | 17才の感傷         | アルバム「坂道の少女」             | 1980年4月25日      |
| 6  | 雨よ流して         | シングル「キャンパススケッチ」 c/w | 1979年5月25日      |
| 7  | いつか君に         | アルバム「青春の光と影」           | 1981年4月25日      |
| 8  | 落葉の部屋         | シングル「春」c/w                  | 1981年3月25日      |
| 9  | バクの夢           | アルバム「青春の光と影」           | 1981年4月25日      |
| 10 | 夢物語             | アルバム「青春の光と影」           | 1981年4月25日      |
| 11 | 風と少年           | アルバム「青春の光と影」           | 1981年4月25日      |
| 12 | 憧憬 （あこがれ）  | アルバム「青春の光と影」           | 1981年4月25日      |
| 13 | 月見草             | シングル「星空のメッセージ」 c/w   | 1980年9月25日      |
| 14 | 遠い街に憧れて     | アルバム「SHOKO LIVE」             | 1981年12月5日      |
| 15 | 涙はつばさに       | アルバム「SHOKO LIVE」             | 1981年12月5日      |
| 16 | 素敵な朝           | シングル「坂道の少女」 c/w         | 1980年4月25日      |

## Singer Song Writer 〜BLUE〜
- 2014年5月25日発売

|    | タイトル                      | オリジナル盤収録元                | オリジナル盤発売日 |
| 1  | 走って下さい                  | アルバム「卒業」                  | 1982年3月20日      |
| 2  | 悲しむ程まだ人生は知らない    | アルバム「ターニング・ポイント」  | 1983年11月21日     |
| 3  | 蒼い風景                      | アルバム「流れる季節の中で」      | 1983年3月20日      |
| 4  | 青春エピローグ                | アルバム「卒業」                  | 1982年3月20日      |
| 5  | あなたからF.O. （ﾌｪｲﾄﾞｱｳﾄ）   | シングル「あなたからF.O.」        | 1984年12月1日      |
| 6  | ボヘミアン                    | アルバム「流れる季節の中で」      | 1983年3月20日      |
| 7  | 色褪せた海                    | シングル「あなたからF.O.」c/w     | 1984年12月1日      |
| 8  | さよなら貴方                  | アルバム「流れる季節の中で」      | 1983年3月20日      |
| 9  | 想い出のオルゴール            | アルバム「風の予感」              | 1984年5月21日      |
| 10 | 自問                          | アルバム「ターニング・ポイント」  | 1983年11月21日     |
| 11 | Just a minutes ～時を止めて～ | アルバム「風の予感」              | 1984年5月21日      |
| 12 | 人と鳥                        | アルバム「卒業」                  | 1982年3月20日      |
| 13 | 独りぼっちの終局 （ｶﾀｽﾄﾛﾌｨ）  | シングル「季節 ～シーズン～」 c/w | 1983年11月21日     |
| 14 | 心は風船                      | アルバム「流れる季節の中で」      | 1983年3月20日      |
| 15 | 流れる季節の中で              | アルバム「流れる季節の中で」      | 1983年3月20日      |

## Singer Song Writer 〜RED PURPLE〜
- 2015年5月16日発売

|    | タイトル             | オリジナル盤収録元               | オリジナル盤発売日 |
| 1  | あなただから         | アルバム「夢のかたち」           | 1985年12月1日      |
| 2  | TEENAGER             | アルバム「夢のかたち」           | 1985年12月1日      |
| 3  | ふたつめの春         | アルバム「Potential」            | 1985年2月21日      |
| 4  | 小さな船             | アルバム「夢のかたち」           | 1985年12月1日      |
| 5  | 気にしないで         | アルバム「Potential」            | 1985年2月21日      |
| 6  | ごめんね             | アルバム「Potential」            | 1985年2月21日      |
| 7  | Don't forget forever | アルバム「夢のかたち」           | 1985年12月1日      |
| 8  | マイペース           | アルバム「Potential」            | 1985年2月21日      |
| 9  | ひとり               | アルバム「FOR YOU」              | 1985年8月21日      |
| 10 | 黄昏の街             | アルバム「TOO TOO」              | 1986年9月5日       |
| 11 | 冷たい言葉で傷つけて | シングル「冷たい言葉で傷つけて」 | 1986年9月25日      |
| 12 | 時がいくつ流れても   | アルバム「Potential」            | 1985年2月21日      |
| 13 | Natural              | シングル「Natural」              | 1986年4月25日      |
| 14 | まっすぐに・・・愛   | アルバム「TOO TOO」              | 1986年9月5日       |